# Rogeria tonduzi
Rogeria tonduzi é uma espécie de formiga do gênero Rogeria, pertencente à subfamília Myrmicinae.